# Solanum aethiopicum
Pour les articles homonymes, voir Aubergine africaine.
Espèce

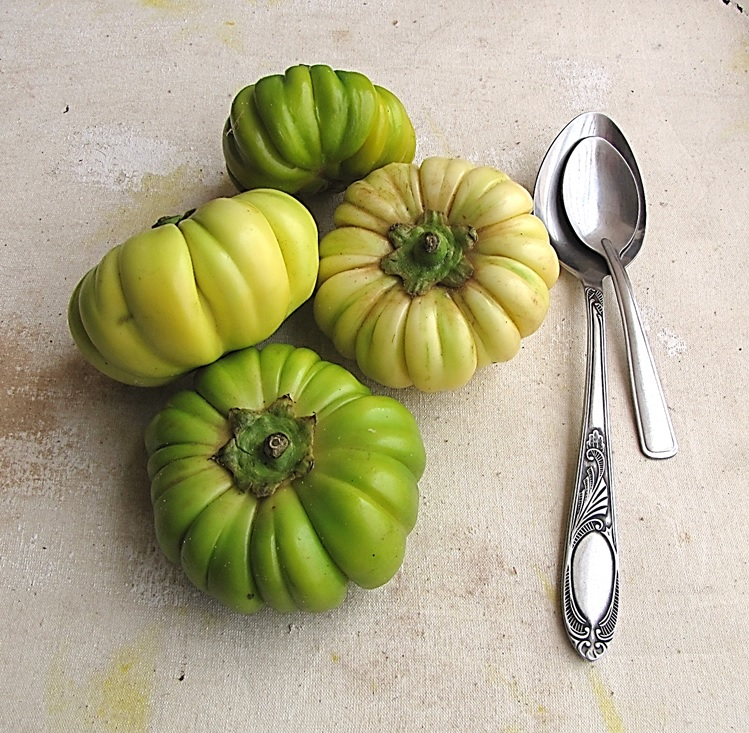
Solanum aethiopicum du Sénégal

Le gilo, jiló ou aubergine africaine (Solanum aethiopicum) est une plante proche de l'aubergine. Elle peut atteindre la hauteur de 1,5 mètre.
Contrairement à l'aubergine, son fruit peut être consommé à un stade avancé de maturation – prenant une couleur rouge ou orange – car ses graines ne se développent pas. Toutefois, la maturation apporte une saveur amère peu agréable, faisant que le fruit est surtout consommé vert. Elle est principalement utilisée pour la confection de sauces.
Cette plante est originaire de l'Afrique occidentale, où elle est encore cultivée (par exemple au Nigéria) ; elle est également consommée en quantité significative au Brésil où elle est arrivée via la traite négrière.